# Emmett Miller
 Emmett Dewey Miller  (* 2. Februar 1900 in Macon, Georgia; † 29. März 1962 ebenda) war ein US-amerikanischer Sänger und Entertainer, der in Minstrel Shows auftrat und für seine jodelähnliche Falsettstimme bekannt war. Miller war einer der bekanntesten Blackface-Künstler seiner Zeit und hatte mit seinem Blue Yodeling Einfluss auf nachfolgende Country-Sänger wie Hank Williams, Jimmie Rodgers, Bob Wills, Milton Brown, Tommy Duncan und Merle Haggard. Seine Musik verband Südstaaten-Old-Time Music, Minstrel, Jazz und Western Swing.

## Leben
Miller trat mit Anfang zwanzig in Minstrel Shows auf. 1924 entstanden Aufnahmen für Okeh Records, der „Lovesick Blues“, den der Okeh-Talentscout Ralph Peer im Vanderbilt Hotel in Asheville (North Carolina) mitschnitt,  gefolgt von „Anytime“/„Pickaninnies' Paradise“ (Okeh 40239), Bei seinen Okeh-Sessions 1928/29 in New York City (mit einer Neueinspielung des „Lovesick Blues“) bestand seine Begleitband – The Georgia Crackers – aus Jazzmusikern wie Tommy Dorsey, Jimmy Dorsey, Gene Krupa und Eddie Lang. Weitere Titel Millers dieser Zeit waren „Big Bad Bill“ (1925, Okeh 40465), „I Never Had the Blues“/„You're Just the Girl for Me“ (1925, Okeh 40545),  „Sweet Mama“ und „The Gypsy“ (als Emmett Miller And his Georgia Crackers 1929, Parlophone 402948, „,I Ain't Gonna Give Nobody None O'This Jelly Roll“ (1929), „The Ghost Of The St. Louis Blues“ „Anytime“ (Bluebird, 1936), „Sam's New Job“ und „Take You To-Morrow (and Give Me To-Day“ (Okeh 41235), ferner Dialog-Nummern wie „Hungry Sam“ (mit Roy Cowan, Okeh 41005). 1929 tourte er mit Smith Ballew, Fiddlin’ John Carson und Moonshine Kate in der Okeh Medicine Show (Okeh 45380).
Mit Ches Davis trat Miller 1951 in der Blackface-Minstrel-Komödie Yes Sir, Mr Bones (Regie: Ron Ormond) auf. Er trat bis in die 1950er-Jahre weiter in Minstrel Shows auf, lang nachdem diese aus der Mode gekommen waren. Danach kehrte an seinen Geburtsort Macon zurück, wo er 1962 starb. Er ist auf dem Fort Hill Cemetery begraben.

## Einfluss
Miller war bekannt für das Brechen der Stimme innerhalb der Worte und Langziehen einzelner Laute; sein Einfluss auf nachfolgende Musiker zeigt sich u. a. in Hank Williams’ Coverversion des „Lovesick Blues“ und Bob Wills’ Aufnahme des Songs „I Ain't Got Nobody“, die sich beide eng an Millers Versionen anlehnen. Auch Merle Haggard, Van Dyke Parks, Ry Cooder („Big Bad Bill“), Leon Redbone, Louis Prima, Van Halen und David Lee Roth nahmen Songs von Emmett Miller auf.

## Diskographische Hinweise
- Minstrel Man from Georgia (Columbia/Legacy, ed. 1996), u. a. mit Tommy & Jimmy Dorsey, Jack Teagarden und Gene Krupa
- Emmett Miller with His Georgia Crackers (Old Masters, ed. 2000)